# Филип Каган
Филип Д. Каган (на английски: Phillip D. Cagan) е американски учен и автор, емеритус професор по икономика в Колумбийския университет.

## Биография
Роден на 30 април 1927 г. в Сиатъл, Вашингтон, Каган и неговото семейство се преместват Южна Калифорния малко след това. Каган се записва в Американския военноморски флот на 17 и се бие във Втората световна война. След войната Каган решава да запише колеж и получава бакалавърска степен от УКЛА през 1948. Каган получава магистърска степен през 1951 и докторантура по икономика през 1954 в Чикагския университет.
Умира на 15 юни 2012 г. в Пало Алто, Калифорния.